# 부여 오량리 고인돌
부여 오량리 고인돌은 충청남도 부여군 양화면에 있다. 2001년 1월 3일 부여군의 향토문화유산 제33호로 지정되었다.

## 개요
임천면소재지에서 남쪽으로 29번 국도를 따라 약 8km쯤 가면 입포교를 지나 오른쪽으로 오량리가 있는데 고인돌은 29번 국도에서 서북쪽으로 약 1km 떨어진 오송대마을에 자리하고 있다. 현재 3기가 확인되는데, 이 중 1기(1호)는 신광교회 뒤편의 소나무 사이에 있으며, 나머지 2기는 1호고인돌에서 동남쪽 약 200m 떨어진 마을 한 가운데의 정미소 안(2호)과 시멘트 포장도로(3호)속에 있다. 촌로들에 의하면 이곳에는 원래 7기의 고인돌이 있었으나 70년대 새마을 사업으로 포장도를 만들 때 대부분 없애고 규모가 큰 3호는 남겨 놓았으며, 2호 고인돌은 정미소 건물기둥 받침으로 이용되었는데 원래의 위치라고 한다.
교회 옆의 1호고인돌은 개석 크기가 225×165×55cm인데, 개석 하부의 동·남·북면에는 높이 40cm 내외의 지석이 세워져 있다. 정미소 안의 2호 고인돌은 150×130×55cm크기이며, 길 속에 묻혀 있는 3호 고인돌은 길이 200cm에 너비 100cm 정도만 보인다.